# Princess of Acadia
Die Princess of Acadia war eine 1971 in Dienst gestellte Fähre der kanadischen Reederei Bay Ferries Limited. Das zwischen Saint John und Digby eingesetzte Schiff blieb bis Juli 2015 in Fahrt und wurde 2018 in Port Colborne abgewrackt.

## Geschichte
Die Princess of Acadia wurde 1969 unter dem Namen Princess of Nova bestellt und am 1. Januar 1970 auf Kiel gelegt. Nach der Übernahme durch die Canadian Pacific Limited am 15. Mai 1971 nahm das Schiff am 1. Juni den Fährbetrieb auf der Strecke von Saint John nach Digby auf.

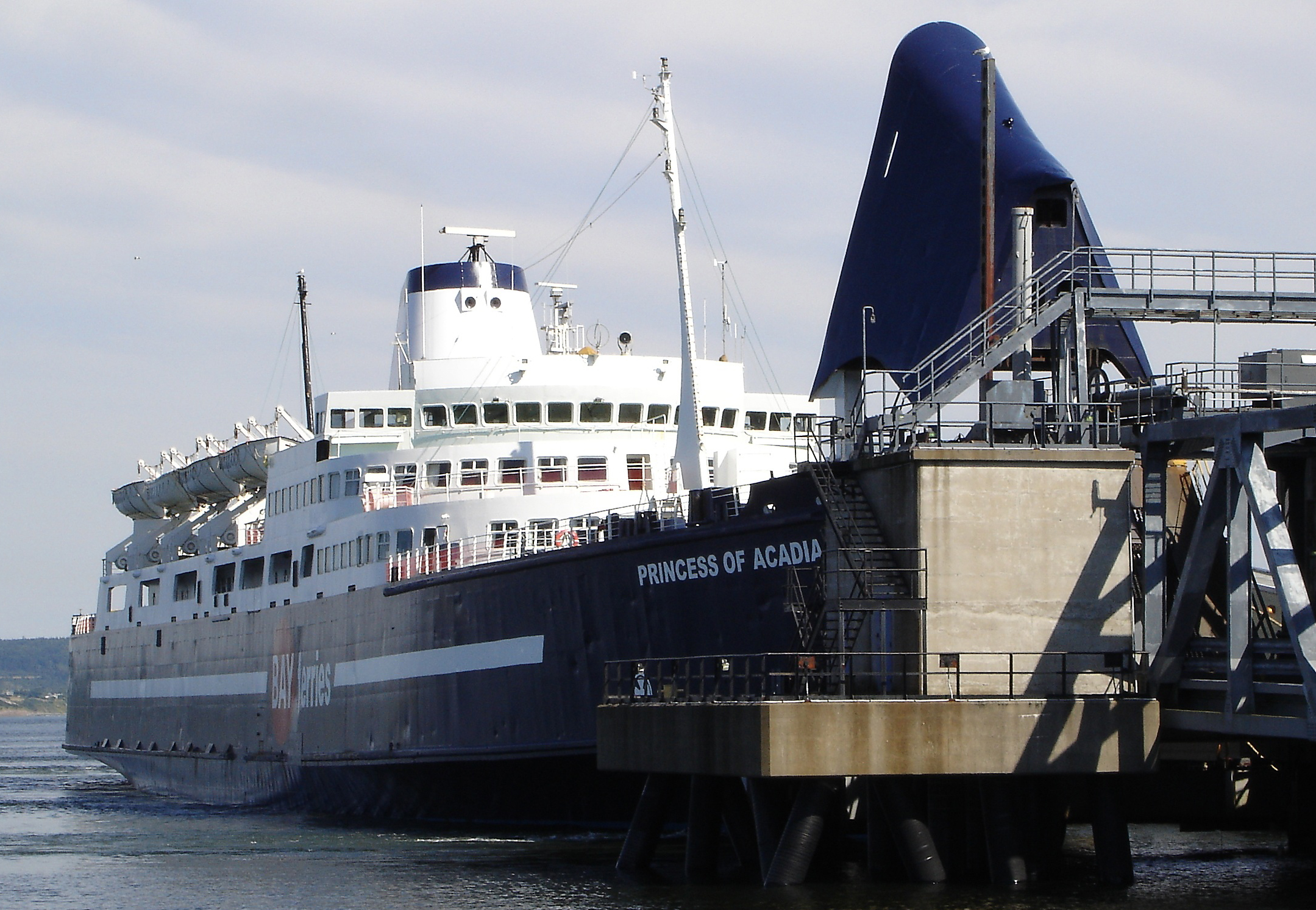
Die Princess of Acadia in Saint John, August 2007

Im Dezember 1974 ging die Princess of Acadia in den Besitz des Canadian Ministry of Transportation, wurde jedoch weiterhin von der Canadian Pacific Limited bereedert. 1976 übernahm die Regierung Kanadas das Schiff. Ab 1979 wurde die Princess of Acadia von CN Marine bereedert und ab 1988 von Marine Atlantic. Im April 1997 ging das Schiff wieder in den Besitz des Canadian Ministry of Transportation, betrieben wurde es fortan von Bay Ferries Limited.
Am 28. Juli 2015 beendete die Princess of Acadia nach 44 Dienstjahren ihre letzte Fahrt und wurde anschließend aufgelegt. Ihr Nachfolger auf der Strecke von Saint John nach Digby wurde die Fundy Rose, die ursprünglich 2000 unter griechischer Flagge als Blue Star Ithaki in Dienst gestellt wurde. Der zukünftige Verbleib der Princess of Acadia blieb zunächst unklar.
Ab Mai 2018 wurde das Schiff in Port Colbourne abgewrackt, nachdem es dort bereits seit 2017 geankert hatte.